# Mario Bezzi
Mario Bezzi (Milano, 1º agosto 1868 – Torino, 14 gennaio 1927) è stato un entomologo italiano che insegnò come professore all'Università degli Studi di Torino.

## Biografia
Figlio di Enoch e Chiarina Aliprandi, nacque a Milano il 1º agosto 1868, e a 3 anni perse la madre.
Studiò prima a Milano, poi all'Università degli Studi di Pavia: qui fu spronato da Pietro Pavesi agli studi zoologici e, in particolare, a specializzarsi sui ditteri. Si laureò in Scienze naturali nel 1892, ma aveva già al proprio attivo diverse pubblicazioni scientifiche; per motivi di famiglia (era rimasto orfano anche del padre a tredici anni e fu allevato dallo zio Ergisto Bezzi) non poté accedere alla carriera universitaria e dovette optare per l'insegnamento nelle scuole medie. Per dodici anni cambiò spesso sede (Monteleone di Calabria, Macerata, Sondrio). In quest'ultima città insegnò al Liceo Classico dove curò la collezione naturalistica, avendo tra gli altri come allievo Alfredo Corti, figura eminente di scienziato e "padre" dell'alpinismo valtellinese, divenuto in seguito professore di anatomia comparata all'Università di Torino. A lui fu legato da sincera amicizia al punto di dedicargli un genere e specie nuova di dittero senz'ali (Alfredia acrobata) scoperta da Corti durante una celebre ascensione in Val Malenco. In questa regione delle Alpi centrali, Bezzi maturò la sua famosa teoria evoluzionistica della riduzione alare nei ditteri e della formazione di nuove entità tassonomiche, a causa dei forti venti in quota che costringono gli insetti a rimanere vicini al suolo, sperimentandola sul campo a 2800 nell'Isola glaciale del Rifugio Marinelli Bombardieri. In questo senso Bezzi è da considerare un neo-darwiniano, avendo appurato attraverso la sperimentazione oggettiva, il fenomeno dell'isolamento delle popolazioni animali che può portare all'adattamento all'ambiente e alle modificazioni morfologiche. Nel 1904 si stabilì definitivamente a Torino come professore di scienze al liceo Alfieri, rimanendovi ventidue anni. In tutto questo periodo si occupò della sistematica dei ditteri. Si impegnò dapprima in lavori sulla fauna italiana, quindi alla revisione sistematica dei ditteri delle diverse parti del mondo, interessandosi anche di problemi biologici generali e di ordine applicativo. Con una vasta produzione scientifica di oltre duecento pubblicazioni, conquistò fama internazionale avvalendosi anche di un'imponente collezione di confronto, ma anche attraverso conferenze e scritti divulgativi. Ottenne così una notorietà pari a quella dei maggiori zoologi del suo tempo e collaborò con Paul Stein, Theodor Becker e Kálmán Kertész al Katalog der Paläarktischen dipteren pubblicato a Budapest nel 1903. Il British Museum, affidandoglì la stesura di alcune monografie, che avevano cruciale importanza per la ditterologia dell'epoca, lo volle fra i propri collaboratori. Per "chiara fama" egli fu chiamato, senza neppure il concorso, nel 1927, alla cattedra di zoologia generale e alla direzione del Museo zoologico dell'Università degli Studi di Torino. Fu il successore di un altro grande entomologo, E. Giglio-Tos, deceduto nell'anno precedente. Il grande scienziato, tuttavia, si sentì perduto di fronte alle incombenze burocratiche e sopravvisse solo pochi giorni alla sua nomina: Bezzi era un uomo tutto d'un pezzo, inflessibile e rigido di carattere, severo innanzitutto con se stesso e dotato di profondo senso del dovere. Era incapace di accettare compromessi e, credendosi impari al compito affidatogli, in un momento di sconforto, si tolse la vita il 14 gennaio 1927, utilizzando il cianuro che aveva a disposizione per uccidere e conservare i reperti entomologici.
La sua collezione di ditteri venne acquistata nel 1928 dal Museo Civico di Storia Naturale di Milano insieme alla biblioteca di studio e al carteggio scientifico.

## Opere
- Diptera Brachycera and Athericera of the Fiji islands based on material in the British Museum [Natural History]. British Museum [Nat. Hist.], London: viii + 220 pp. (1928).
- Einige neue paläarrktische Empis-Arten. Pt. 1 18pp. (1909)
- Report on a collection of Bombyliidae from Central Africa 52 p. 1 pl (1911)
- Riduzione e scomparsa delle ali negli insetti ditteri 98 p. 11 figs (1916)
- Voyage Alluaud en Afrique Orientale. Bombyliidae & Syrphidae 35 p (1923)
- Ulteriori notizie sulla ditterofauna delle caverne. Atti Soc. Ven. -Trent. Sci. nat. 46: 177-187. (1907)
- Ditteri Eritrei raccolti dal Dott. Andreini e dal Prof. Tellini. Parte Seconda [1]. Boll. Soc. ent. ital. 39[1907]: 3-199. 1908
- Diptères suivi d'un Appendic e sur les Diptères cavernicoles recueillis par le Dr Absolon dans les Balcans. Arch. Zool. Exp. Gèn.  48: 1-87. (1911)
- Ditteri raccolti dal Prof. F. Silvestri durante il suo viaggio in Africa. Boll. Lab. Zool. gen. agr. Portici 8: 279-[281](1914).
- Contributo allo studio della fauna Libica. Materiali raccolti nelle zone di Misurata e Homs [1912-13] dal Dott. Alfredo Andreini, Capitano Medico. Ditteri. Annali del Museo Civico di Storia naturale di Genova, Serie 3. a 6[46]: 1-17 [?165-181](1914).
- Ditteri di Cirenaica raccolti dal Prof. Alessandro Ghigi durante l'escursione organizzata dal Touring Club Italiano nel mese d'Aprile 1920. Atti Soc. Ven. -Trent. Sci. nat.  60: 1921:.
- Materiali per lo studio della fauna Tunisia raccolti da G. e L. Doria. Annali del Museo Civico di Storia Naturale di Genova, Serie 3a 10[50] 1922: 1-43. (1922).
- Materiali per una fauna dell'Arcipelago Toscano. XVII. Ditteri del Giglio. Annali del Museo Civico di Storia Naturale di Genova, Serie 3a 10[50] 1925: 291-354 [1-64]1925:.
- Bezzi, M. & C. G. Lamb, 1926: XXIII. Diptera [excluding Nematocera] from the Island of Rodriguez. Trans. ent. Soc. Lond. 3/4]: 537-573 (1925).
- Bezzi, M. & T. de Stefani-Perez, : Enumerazione dei Ditteri fino ad ora raccolti in Sicilia. Naturalista Siciliano An. II [Nuova Serie] 1-3: 1-48. (1897).

## Taxa classificati
| Bezzi è l'abbreviazione standard utilizzata per le specie animali descritte da Mario Bezzi. Categoria:Taxa classificati da Mario Bezzi |